# Willard Louis
Willard Louis (19 de abril de 1882 – 22 de julho de 1926) foi um ator norte-americano e diretor da era do cinema mudo. Como ator, ele atuou em 81 filmes entre 1911 e 1926. Também dirigiu 82 filmes entre 1912 e 1916.
Morreu devido a febre tifoide e pneumonia.

## Filmografia selecionada
- A Man of Sorrow (1916)
- The Battle of Hearts (1916)
- The Island of Desire (1917)
- Madame Du Barry (1917)
- The Unpainted Woman (1919)
- Love Insurance (1919)
- The Loves of Letty (1919)
- Madame X (1920)
- A Slave of Vanity (1920)
- Moonlight and Honeysuckle (1921)
- Robin Hood (1922)
- Vanity Fair (1923)
- Daddies (1924)
- Three Women (1924)
- Babbitt (1924)
- Beau Brummel (1924)
- Hogan's Alley (1925)
- Three Weeks in Paris (1925)
- His Secretary (1925)
- A Broadway Butterfly (1925)
- Mademoiselle Modiste (1926)
- The Shamrock Handicap (1926)
- Don Juan (1926)
- Honeymoon Express (1926)
- A Certain Young Man (1927) (não creditado)